# Yoekteswar

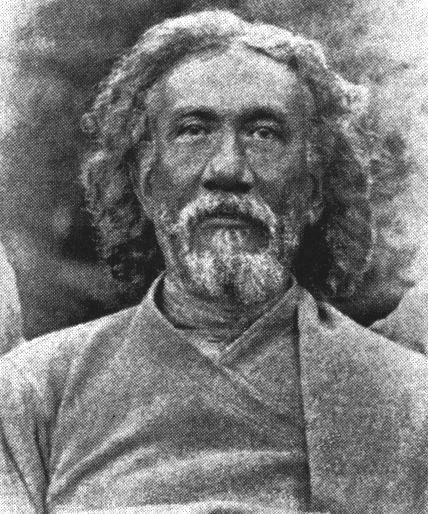
Sri Yoekteswar

Sri Yoekteswar (Bengaals: যুক্তেশ্বর গিরী, Yukteśbar Girī) (ook wel Yukteswar Giri) (Serampore (India), 10 mei 1855 - 9 maart 1936) was de goeroe van Paramahansa Yogananda en werd geboren onder de naam Priyanath Karar. Yoekteswar was een jyotisha (vedisch astroloog), yogi en vertolker van de Bhagavad gita en de Bijbel. Hij was een discipel van Lahiri Mahasaya en lid van de Giri-tak van de swami-orde. Yogananda noemde Sri Yoekteswar Jnanavatar (jnana + avatara) of Incarnatie van Wijsheid.
Yoekteswar kreeg les aan de Serampore Christian Missionary College, waar zijn interesse in de Bijbel zich ontwikkelde en wat op latere leeftijd leidde tot zijn boek The Holy Science, dat de eenheid tussen de wetenschappelijke principes behandelt die onder yoga en de Bijbel liggen. Daarna volgde hij het Calcutta Medical College. Yoekteswar was getrouwd en had een dochter. Een paar jaar nadat zijn vrouw overleden was, besloot hij toe te treden tot de swami-orde.
In 1884 ontmoette hij Lahiri Mahasaya die hem initieerde in de weg van de kriya yoga. Hij verbleef sindsdien bij zijn goeroe en tijdens het bijwonen van de Kumbh Mela in Allahabad ontmoette hij de goeroe van Mahasaya, Mahavatar Babaji, die hem vroeg een boek te schrijven waarin de hindoeïstische geschriften en de christelijke Bijbel met elkaar vergeleken werden. De mahavatar gaf hem daarbij ook de titel swami. Dit boek zou uiteindelijk in 1894 uitkomen onder de naam Kaivalya Darsanam, ofwel The Holy Science. In dit boekje suggereert Yoekteswar een andere benadering van het Yuga stelsel, en merkt hij op dat hij zijn boekje The Holy Science in 194 Dwapara schreef ( 1894 AD ).
Sri Yoekteswar verbouwde zijn grote huis met twee verdiepingen in Serampore in een ashram die hij "Priyadham" noemde en waar hij met studenten en volgelingen verbleef. De leermethode van Yoekteswar werd door Yogananda omschreven als drastisch. In 1903 zette hij ook nog een ashram op in Puri aan de zee die hij "Karar ashram" noemde. Zijn organisatie noemde hij "Sadhu Sabha".
Sri Yoekteswar staat afgebeeld op de linkerbovenkant van de hoes van het album Sgt. Pepper's Lonely Hearts Club Band van de Beatles.